# AIG Japan Open Tennis Championships 2001
Die AIG Japan Open Tennis Championships 2001 waren ein Tennisturnier der WTA Tour 2001 für Damen und ein Tennisturnier der ATP Tour 2001 für Herren in Tokio, welche zeitgleich vom 29. September bis 7. Oktober stattfanden.